# Kreissparkasse Ahrweiler
Die Kreissparkasse Ahrweiler ist eine rheinland-pfälzische Sparkasse mit Sitz in Bad Neuenahr-Ahrweiler. Sie ist eine Anstalt des öffentlichen Rechts und wurde 1865 gegründet.

## Organisationsstruktur
Das Geschäftsgebiet der Kreissparkasse Ahrweiler umfasst den Landkreis Ahrweiler, welcher auch Träger der Sparkasse ist. Rechtsgrundlagen sind das Sparkassengesetz für Rheinland-Pfalz und die Satzung der Sparkasse. Organe der Sparkasse sind der Verwaltungsrat und der Vorstand.
Die Kreissparkasse Ahrweiler ist Mitglied des Sparkassenverbandes Rheinland-Pfalz und über diesen auch im Deutschen Sparkassen- und Giroverband.

## Geschäftszahlen
Die Kreissparkasse Ahrweiler wies im Geschäftsjahr 2023 eine Bilanzsumme von 2,706 Mrd. Euro aus und verfügte über Kundeneinlagen von 2,13 Mrd. Euro. Gemäß der Sparkassenrangliste 2023 liegt sie nach Bilanzsumme auf Rang 180. Sie unterhält 26 Filialen/Selbstbedienungsstandorte und beschäftigt 384 Mitarbeiter.

## Sparkassen-Finanzgruppe
Die Kreissparkasse Ahrweiler ist Teil der Sparkassen-Finanzgruppe und gehört damit auch ihrem Haftungsverbund an. Er sichert den Bestand der Institute und sorgt dafür, dass sie auch im Fall der Insolvenz einzelner Sparkassen alle Verbindlichkeiten erfüllen können. Die Sparkasse vermittelt Bausparverträge der regionalen Landesbausparkasse, offene Investmentfonds der Deka und Versicherungen der Provinzial Rheinland. Im Bereich des Leasing arbeitet die Kreissparkasse Ahrweiler mit der  Deutschen Leasing zusammen. Die Funktion der Sparkassenzentralbank nimmt die Landesbank Baden-Württemberg wahr.

## Geschichte
Die Gründung der Sparkasse begann im Jahr 1854 mit der königlichen Anordnung, ein Sparinstitut für den Ahrkreis zu errichten. Die Kreis-, Spar- und Darlehenskasse des Kreises Ahrweiler wurde am 24. April 1865 eröffnet. Als erster Rendant wurde vom Kreistag Peter Maxrath gewählt, in dessen Wohnung in der Niederhutstraße in Ahrweiler befand sich auch das erste Geschäftslokal.
Ende des 19. Jahrhunderts kaufte die Sparkasse ein Grundstück vor dem Niedertor in Ahrweiler, um dort eine neue Hauptstelle zu bauen. Diese wurde im Jahr 1901 eingeweiht. Mehr als 100 Jahre später wurde dieses Gebäudes wiederum abgerissen, um dort eine neue Hauptstelle zu bauen, welche im Mai 2013 eröffnet wurde.